# Mario Rossi (Marò)
Para el también historietista italiano nacido en 1963, véase Mario Rossi (Majo)
Mario Rossi, también conocido por su seudónimo de Marò (Génova, Italia, 3 de marzo de 1946) es un dibujante de cómic y pintor italiano.

## Biografía
En 1968, se mudó a Roma donde trabajó como pintor. Debutó en el mundo de la historieta a principios de los 70, cuando entró a formar parte del estudio de Sergio Rosi, dibujando los cómics de género erótico-terror Oltretomba y Jacula. En 1974, empezó a colaborar con el semanario Corriere dei ragazzi, para el que realizó varias historietas autoconclusivas. En 1977 pasó a la revista Il Giornalino, realizando las series Max Mado, Agente Allen y varios episodios de La pattuglia ecologica. A finales de los 80 comenzó una larga colaboración con la editorial Eli, para la que escribió y dibujó series como Ispettore Falco y Zoom. En 1989, empezó a trabajar para la editorial Bonelli, ilustrando historias de las series Nick Raider, Zona X, Gregory Hunter, Nathan Never y Tex.
Es docente de la Scuola Internazionale di Comics de Roma.